# 岡崎美女
岡崎 美女（おかざき みお、1972年11月14日 - ）は、日本の元AV女優。福岡県出身。

## 略歴
1994年5月に、VIP「眩惑」でAVデビューした。その後一時引退したが、1999年10月に、アトラス21「甦る淫獣 美女再び」で復帰した。
2005年から2006年頃、「劇団セブン」という劇団に所属していた。

## 人物
異なるプロフィールがいくつかある。
- 「眩惑」（AVデビュー作）のケース裏面のプロフィールでは、1971年7月10日生まれ、T158、B:82・W:56・H:86としている。[6]
- XCITYプロフィールでは、1972年11月14日生まれ、T158、B:81(C-65)・W:54・H:81としている。[7]
- FANZAプロフィールでは、1972年11月14日生まれ、T156、B:81(D)・W:54・H:81としている。[8]

趣味:マリンスポーツ。エレクトーン演奏、絵。英会話、カラオケ、ゴルフ。
特技:スノーボード。

## 作品

### アダルトビデオ
1994年
- 眩惑（5月17日、VIP）＊AVデビュー作
- 麗しき吐息（6月23日、アトラス21）
- おしゃぶりなお嬢様（7月22日、アトラス21）
- どすけべ奥様（8月12日、オー・ケイ出版社）
- 監禁レディー 雌びらのしたたり（8月12日、アトラス21）
- 奥がお好きです（8月15日、ファイブスター）
- ナース物語 濡れた茂み 2（9月2日、笠倉出版社）＊オムニバス作品
- 恥ずかしいほど感じちゃう（9月5日、VIP）
- NEO出血大制服 3（9月10日、アトラス21）
- 若奥様桃色日記 卑弥呼・岡崎美女・藤田リナ・西野美緒・本木まり子（9月24日、笠倉出版社）
- 淫乱女教師（10月6日、笠倉出版社）
- 桃色花弁、つらぬいて（10月9日、VIP）
- ザ・コールガール（10月21日、アトラス21）
- 女教師美肉狩り（11月24日、アトラス21）
- ハードコア・美女（12月8日、笠倉出版社）
- デンジャラス 濡れすぎた危険痴態（12月15日、アトラス21）
- 120人の美女 AV秘蔵コレクション Part1 全30名（12月15日、笠倉出版社）＊オムニバス作品
- ナース快楽館13（ファイブスター）全5名

1995年
- ソレを我マンできないぜ 岡崎美女スペシャル（1月1日、オー・ケイ出版社）
- エロティック・サスペンス 死ぬか、イクか?! 岡崎美女・水野愛・藤谷しおり・浅倉舞・沙羅樹（1月11日、エイトマン）
- 愛獣（2月16日、h.m.p）
- 情欲しだれ腰（3月16日、h.m.p）
- ふしだらな肉体情欲（3月16日、h.m.p）
- エクスタシーあげます（4月5日、芳友舎）
- ファイナル おふくろさん! 岡崎美女・小坂ひかる 他（4月14日、V&Rプランニング）
- ナース倶楽部 vol.7 岡崎美女・谷口和希・藤井なぎさ・藤森いづみ・立花美樹（4月23日、宇宙企画）
- 令嬢解禁（5月7日、アトラス21）
- スーパーランジェリーコレクション 安藤有里・白石ひとみ・美里真理・岡崎美女 他（5月17日、笠倉出版社）全12名
- 女教師美乳痴漢電車（5月18日、笠倉出版社）
- 口内ウォッシャー 憂木瞳・岡崎美女・水野さやか 他（5月18日、オー・ケイ出版社）
- AVアイドル四姉妹物語 水野愛・可愛ゆう・岡崎美女・杉本ゆみか（6月14日、KUKI）
- 快楽天国 クライマックス 宮木汐音・麻宮淳子・岡崎美女・藤谷しおり・細川百合子・美里真理（7月6日、h.m.p）
- 美女・抱かれたい（7月13日、オー・ケイ出版社）
- NEO出血大制服 スーパーコレクション 青木詩央里・藤田リナ・岡崎美女 他（7月29日、アトラス21）
- 新・風俗博覧会 2 岡崎美女・竹光あや（9月10日、バルーン企画）
- エロすぐり8連発!!（12月14日、エイトマン）＊オムニバス作品

1996年
- Go goパワーボインジャー 1 藤谷しおり・岡崎美女 他（3月6日、アトラス21）
- VINLハウスの果実たち vol.5 日吉亜衣・宮木汐音・岡崎美女 他（5月14日、KUKI）
- 大巨乳 ワイド90分 1（9月24日、笠倉出版社 AJV-7688）全25名
- 制服アイドルコレクション（アトラス21 MM-48）全8名

1998年
- スーパー女教師AV大全 PART2 朝岡実嶺・樹マリ子・岡崎美女・細川百合子・沢口梨々子 ほか（11月26日、笠倉出版社）全20名

1999年
- 巨乳美人妻 愛の官能劇場 1 宏岡みらい・岡崎美女・小林ひとみ 他（1月2日、笠倉出版社）
- 若奥様おしゃぶり中毒20連発 有賀美穂・小室友里・樹マリ子・岡崎美女 他（7月7日、笠倉出版社）
- 甦る淫獣 美女再び… (10月20日、アトラス21）＊復活第1弾
- LOVE SLAVE～愛奴～（11月20日、アトラス21）
- 金融腐敗 淫獣銀行 岡崎美女・夢野まりあ・つかもと友希（12月1日、アタッカーズ）
- 妖鬼性伝説（12月15日、アトラス21）

2000年
- 淫口（1月21日、マックス・エー XS-2179）VHS
- 今夜あなたに抱かれたい（2月20日、アトラス21）
- フィーメイルフラワー（2月25日、アトラス21）
- 貝くらべ 4 岡崎美女・池野瞳（2月29日、マックス・エー）
- ズブ濡れ人生激情（3月27日、KUKI）
- 真トライアングル・レズビアン 岡崎美女・桜菜々・牧本千幸（4月17日、KUKI）
- ラヴァーズSelection 2 国府田ひとみ・岡崎美女・三浦あいか 他（4月28日、メディアバンク）
- Fuck street XX 岡崎美女・三本亜美（5月26日、アイルビー・クリエイト IWBV-2）
- Flying Angel 7（6月2日、ムーディーズ）
- ズブ濡れ人生激情 アーカイブ 小室友里・本城小百合・清水かおり・岡崎美女 他（6月15日、KUKI）
- 女教師Selection（6月16日、メディアバンク）多数出演＊オムニバス作品
- 岡崎美女の音 Fuckin'on（7月5日、ソフトオンデマンド）
- 濡れた唇（7月25日、サクセス・ビデオ・コミュニティー）＊「淫口」を再編集したもの
- 悪女と呼ばれて（7月、アトラス21）
- 岡崎美女のオナニーのお手伝いしてあげる（8月5日、ソフト・オン・デマンド）
- エロエロガールズ 金沢文子・岡崎美女 他（8月25日、マックス・エー）
- CABARET＆CLUB キャバクラ嬢 夢野まりあ・三浦あいか・岡崎美女・流星ラム 他（9月1日、ムーディーズ）
- NURSE ナース 南あみ・葉山小姫・水原ミミ・岡崎美女・夕樹舞子 他（9月1日、ムーディーズ）
- Race Queen レースクィーン 桜沢奈々子・岡崎美女・流星ラム 他（9月1日、ムーディーズ）
- 女帝（9月11日、オー・ケイ出版社）
- アトラスMEGA-MIX 極上の女神たち しいな純菜・岡崎美女・可愛あずさ 他（9月26日、アトラス21）
- 姦魔輪姦レイプ 高級クラブママ襲撃 前編（10月1日、麒麟堂）
- 姦魔輪姦レイプ 高級クラブママ襲撃 後編（10月1日、麒麟堂）
- 岡崎美女＆スペルマガールズ 岡崎美女・桂りな・後藤ルル（10月6日、日本メディアサプライ）
- Angel（10月20日、アイデアポケット）
- 童貞狩り 2（10月20日、ソフト・オン・デマンド）
- ズブ濡れ人生激情 Special 小室友里・鈴木麻奈美・岡崎美女 他（10月20日、KUKI）
- 痴性 痴女宣言（10月21日、笠倉出版社）
- ゴージャスオナニー20連発 1 浅倉舞・小林ひとみ・あいだもも・岡崎美女 他（10月27日、笠倉出版社）VHS
- 主演監督（11月1日、ワンズファクトリー）
- Vip Shower 岡崎美女・矢沢ようこ 他（12月8日、	ワープエンタテインメント）
- ソフト・オン・デマンドおかげさまで5周年記念特選作品集 女優編（12月15日、ソフト・オン・デマンド）多数出演＊オムニバス作品
- お姉さんがしてあげる（レイディックス ONE-28）

2001年
- 奴隷女教師 悦縛淫画館（1月14日、シネマジック）
- HYPER Fuckstreet Girls!（1月15日、アイルビー・クリエイト）＊オムニバス作品
- 姦魔輪姦レイプ 板前善哉犯され女将 前編（2月1日、麒麟堂）
- 姦魔輪姦レイプ 板前善哉犯され女将 後編（2月1日、麒麟堂）
- アイドル 岡崎美女・有賀美穂・水野愛美 他（2月1日、ムーディーズ）
- NEO出血大制服完全版 2（2月9日、アトラス21）多数出演＊オムニバス作品
- Secret room 1（2月12日、笠倉出版社）
- 被虐の女戦士 奈落のM 夕樹舞子・岡崎美女・小川真実・内田早紀（2月28日、シネマジック）
- 同級生（3月1日、ムーディーズ）
- 相姦姉弟レイプ 近親相姦の宴（3月7日、アタッカーズ）
- 被虐の女戦士 奈落のM-2 夕樹舞子・岡崎美女・内田早紀・小川真実（3月30日、シネマジック）
- スペルマガールズ（4月20日、日本メディアサプライ）
- 美人ナースに大変身 流星ラム・岡崎美女 他（4月21日、ジーオーティー）
- Service Vol.2 岡崎美女・雪野弥生・森野いずみ（4月27日、デジタルドリームデベロップメント）
- 近親家族 9（5月9日、ゴールドオバンファミリー GBF-09）
- OL office lady my love（5月26日、フリービジョン）
- スペルマペット ザー汁奴隷 5（6月1日、ムービーデイズ）
- 淫口 光月夜也・岡崎美女（6月22日、マックス・エー RXV-034）DVD
- 田舎っぺだよお姉さん 家業手伝い帰郷編（7月1日、麒麟堂）
- 女子校生 岡崎美女・藤谷しおり・つかもと友希 他（7月1日、ムーディーズ）
- QUATTRO（7月14日、麒麟堂）
- The climax ecstasy 岡崎美女・吉井美希・森村ハニー 他（7月19日、ジーオーティー）
- ドリーム学園 2 金沢文子・岡崎美女・後藤まみ 他（8月1日、MOODYZ）
- 美女がふたりにしてあげる（8月1日、シーエヌシー）
- 田舎っぺだよお姉さん　乱獲豊漁漁港編（8月1日、麒麟堂 INK-04）
- アイドルへの道標 岡崎美女・三浦あいか・河合もも 他（8月2日、ジーオーティー）
- 社長秘書 蛇縛の幽閉秘書（8月9日、アタッカーズ）
- 姦魔輪姦レイプ コレクターズ・エディション（8月18日、麒麟堂）＊「姦魔輪姦レイプ 高級クラブママ 前編、後編」を収録
- 姦魔輪姦レイプ コレクターズ・エディション 壮絶なる獣の群れの宴 つかもと友希・岡崎美女（9月18日、麒麟堂）
- オナニーのお手伝いしてあげる（9月25日、ソフトオンデマンド）
- レズビアン牝しゃぶり 3 岡崎美女・川浜里奈（9月30日、シーエヌシー）
- 手コキ　美女の手技でイッて下さい（9月、ドリームクリエイト IDQ-09）
- 聖淫美女淫靡に舞う（10月17日、タカラ映像）
- 暴虐学園 岡崎美女・杉浦清香（10月26日、ディースリー）
- 露出天国（11月1日、? NZC-1）
- 女子校生コスプレサイト PART2 岡崎美女・光月夜也・倉持茜 他（11月8日、ジーオーティー）
- 被虐の女戦士 4 BONDAGE BATTLE 岡崎美女・内田早紀・夕樹舞子（11月23日、シネマジック）
- 注射違反取締り中 岡崎美女・有賀美穂・木下まこ・上原舞 他（12月6日、ジーオーティー）
- AV30人祭 全30名（12月14日、笠倉出版社）＊オムニバス作品
- ビップシャワー 1 岡崎美女・中里優奈・矢沢ようこ（12月19日、ワープエンタテインメント）
- オバンゴージャス 19 肉体の紋章（GOLD OBAN GBG-19）
- オバンゴージャス 22 非常の階段（GOLD OBAN GBG-22）
- 熟れっ娘（うれる堂 UC-05）VHS
- 熟れっ娘 ふたたび（うれる堂 UC-16）VHS
- 手コキ 美女の手技でイッて下さい（ドリームクリエイト IDQ-09）VHS
- 痴女 美女の責めで感じて下さい（ドリームクリエイト IDQ-10）VHS
- ぶっかけ 貴方の精液で私を白く染めてください（ドリームクリエイト IDQ-11）VHS
- SM 縄で私を調教して下さい（ドリームクリエイト IDQ-12）VHS

2002年
- フェラリズム 長瀬愛・岡崎美女・宏岡みらい 他（1月11日、アイルビー・クリエイト）
- 岡崎美女ベストセレクション（1月20日、ソフトオンデマンド）＊「岡崎美女の音」「岡崎美女のオナニーのお手伝いしてあげる」「童貞狩り 2」を編集
- ため息 吐息のひとりえっち 岡崎美女・水原ミミ・望月ねね 他（2月14日、ジーオーティー）
- TANKアーカイブ 2nd 三浦あいか・川浜なつみ・岡崎美女 他（2月28日、KUKI）
- 熟女艶々 10連発（3月13日、ゼロコーポレーション）＊オムニバス作品
- 天使のウィンク ナースの媚薬 秋本優奈・横倉里奈・岡崎美女 他（3月20日、ジーオーティー）
- コスプレベストセレクション VOL.1 岡崎美女・森下くるみ 他（3月20日、ソフト・オン・デマンド）
- 担任女教師 恥辱の教室 岡崎美女・杉浦清香（3月29日、セブンエイト）
- 音シリーズ 第4巻 流星ラム・岡崎美女（4月9日、ソフトオンデマンド）
- 堕天使の誘惑 岡崎美女・有賀美穂・夕樹舞子 他（4月11日、ジーオーティー）
- 手コキ 美女の手技でイッて下さい（4月24日、麒麟堂 DIDQ-005）DVD
- 痴女 美女の責めで感じて下さい（4月24日、麒麟堂 DIDQ-006）DVD
- ぶっかけ 貴方の精液で私を白く染めてください（4月24日、麒麟堂 DIDQ-07）DVD
- Venus Re-mix Vol.9（4月26日、アリスJAPAN）＊オムニバス作品
- エロスの殿堂 Vol.4 岡崎美女・鮎川真理（4月26日、	メディアバンク）
- アイドル4時間 森村ハニー・椎名真希・岡崎美女 他（5月17日、TMA）
- SM 縄で私を調教して下さい（5月23日、麒麟堂 DIDQ-08）DVD
- ベスト・オブ・コレクト 被虐の天使たち'01（5月24日、シネマジック）＊オムニバス作品
- 田舎っぺだよお姉さんスペシャル 海編 岡崎美女・菊池えり（5月24日、カントリーウーマン）
- 夢ごこち 秋野しおり・宏岡みらい・岡崎美女 他（5月24日、Tフリーズ）
- 快感ソープテクニック 岡崎美女・森村ハニー・立花まりあ（5月28日、笠倉出版社）
- イケてるお姉さんDX 1 	岡崎美女・牧本千幸 他（6月1日、麒麟堂/PHOTO PLAY）
- THE BEST OF WANZ 1 紺野沙織・矢沢ようこ 他（6月1日、ワンズファクトリー）
- おもてなしSP 岡崎美女・田辺由香利 他（6月11日、麒麟堂）
- A.I. ATLAS INTEGRAL（6月21日、アトラス21）多数出演＊オムニバス作品
- オナニーのお手伝いしてあげるシリーズ 第1巻 岡崎美女・桜菜々（7月5日、ソフトオンデマンド SDDL-164）
- 美姉理容師 手コちんこ 2（7月10日、Temptation）
- フェロモンむんむんお姉さん 騎乗位特集 EV・岡崎美女・岡田純菜 他（7月15日、ムーディーズ）
- インディーズエンジェル 4 	岡崎美女・くらもとまい・牧本千幸（7月19日、ドリームクリエイト）
- Long Good Vacation（7月31日、ムーディーズ）
- インディーズアイドル 微乳系 宝生奈々・岡崎美女・三浦あいか 他（8月1日、ゾーンワークス）
- Atlas Adult Actress Vol.1 16人の射激祭（9月10日、アトラス21）＊オムニバス作品
- 若妻の癒し（9月30日、DEEP）
- 淫欲性器 岡崎美女・西村あみ（10月1日、アルバトロス・フィルム）
- 童貞狩りシリーズ第1巻 弓月絵梨香・岡崎美女（11月20日、ソフトオンデマンド）
- 手コキ物語 4つの天国 4人の天使 長瀬愛・岡崎美女・結城杏奈・紺野沙織（11月27日、麒麟堂）
- 痴女物語 4つの天国 4人の天使 2 岡崎美女・広末奈緒・紺野沙織・結城杏奈（11月27日、麒麟堂）
- 奴隷女教師スペシャル 8 麻宮淳子・清水かおり・高嶋陽子・岡崎美女・稲盛愛美（11月29日、シネマジック）
- The Best of Angel Girl 岡崎美女×坂上友香（12月8日、アイデアポケット）
- ザ・ベスト・ザーメンパラダイス 宝来みゆき・岡崎美女 他（12月19日、ワープエンタテインメント）
- 痴女ベストセレクション VOL.2 及川奈央・堤さやか・岡崎美女 他（12月20日、ソフトオンデマンド）
- プライベートルーム 2（MY LOVER PVT-02）

2003年
- AV女優8人祭り 渡瀬晶・宝生奈々・三浦あいか 他（1月21日、レイディックス）
- ぶっかけ物語 4つの天国 4人の天使 2 宝来みゆき・小枝ヒカル・岡崎美女・北原梨奈（2月1日、麒麟堂）
- お姉さんがしてあげる 沢木まゆみ・岡崎美女（2月14日、レイディックス MBD-092）
- 妄想病院（3月28日、デジタルバンク）
- 世にも豪華な愛奴たち'01 夕樹舞子・岡崎美女・秋本優奈 他（3月28日、シネマジック）
- 高級美熟女（4月1日、メディアボス）
- 蛇縛の幽閉秘書×近親相姦の宴（4月8日、アタッカーズ）＊「相姦姉弟レイプ 近親相姦の宴」「社長秘書 蛇縛の幽閉秘書」を収録
- Angel Premium 4（4月8日、アイデアポケット）＊オムニバス作品
- 女教師痴漢電車 全40名 DELUXE（4月11日、Five Star）＊オムニバス作品
- ムーディーズ女優コレクション 2（4月15日、ムーディーズ）＊オムニバス作品
- オナニーのお手伝いしてあげる作品集 VOL.1（4月19日、ソフトオンデマンド SDDL-258）＊オムニバス作品
- 淫女 エロテティシャン（5月23日、タカラ映像）
- FRAGILE（5月29日、タカラ映像）
- NEO出血大制服ノーカット Vol.1 青木詩央里・藤田リナ・岡崎美女・日吉亜衣（5月30日、アトラス21）
- 馬乗りEro Body F 山吹ケイト・岡崎美女（6月2日、MAJESTIC MOVE DUEB-001）
- ビバ!!三十路 4 鏡麗子・岡崎美女 他（6月5日、麒麟堂）
- FACEお姉さまセレクション 3 くらもとまい・岡崎美女・流星ラム（6月5日、アウダースジャパン）
- 童貞狩り Super Edition 牧原れい子・及川奈央・岡崎美女 他（6月5日、ソフトオンデマンド）
- 凌辱鮫 12（6月24日、月光）
- 龍蛇の緊縛慕情 18（6月24日、月光）
- BEST4時間 岡崎美女（6月27日、アトラス21 AVD-146）
- 婆BAR（6月30日、ドリームステージエンタテインメント）
- お姉さんのオナニー 6（7月25日、レイディックス）＊オムニバス作品
- 有名女優たちの極舌しゃぶりづく（9月22日、春風企画）＊オムニバス作品
- 死夜悪アンソロジー 5（10月8日、アタッカーズ）＊オムニバス作品
- ザーメンドクター（10月11日、メビウス）
- 凌辱鮫 16（10月24日、月光）
- 痴女先生 	朝河蘭・岡崎美女（11月13日、メディアタウン）
- 龍蛇 往診女医暴虐の罠（11月18日、月光）
- 超変態・露出っ娘。3 南えり・堤さやか・岡崎美女 他（11月28日、nature （アニメイト）
- 主演監督DX 矢沢ようこ・岡崎美女・麻宮淳子・北原梨奈・三浦あいか（12月1日、ワンズファクトリー）

2004年
- SOD 淫語作品集（1月22日、ソフトオンデマンド）＊オムニバス作品
- 裏 流出 祭SP 1 朝河蘭・岡崎美女・長瀬愛 他（2月26日、麒麟堂）
- 淫獣伝説 蘇る凌辱の記憶（3月8日、アタッカーズ）全6名
- 岡崎美女VS溺れる美女 岡崎美女、クミコ・グレース 他（4月1日、グローバルステーション）
- 眠り姉 2 寝ているお姉さんに悪戯（5月1日、レイディックス）＊オムニバス作品
- 女処刑人 凌辱人間狩り 灘ジュン・岡崎美女 他（5月8日、アタッカーズ）
- AV Queen's 30人BOX（5月21日、アタッカーズ）＊オムニバス作品
- 奴隷女教師EX2（5月28日、シネマジック DD-097）全14名
- 爆乳巨乳美乳20年史 Deluxe 2（7月9日、ディースリー DAJ-040）多数出演＊オムニバス作品 全15名
- アタッカーズ7周年記念スペシャル 淫獣女狐の欲望（8月8日、アタッカーズ）＊オムニバス作品
- AV2004（12月10日、メディアバンク）＊オムニバス作品

2005年
- 近親相姦 背徳愉悦6 岡崎美女・水沢りょう（1月21日、桃太郎映像出版）
- 緊縛 荒縄が食い込むふたりの巨乳人妻 岡崎美女・七海りあ（3月2日、GLAY'z）
- 被虐の女戦士SP（5月20日、シネマジック）＊オムニバス作品
- 麗しの人妻ダイレクト4時間（6月21日、ケイネットワーク）＊オムニバス作品
- 熟女 妖艶な世界へ Jukujo World（8月5日、チャンネルヴィ）
- チ○ポなぶりの虜になった私 7 女教師編 岡崎美女・Aoi. 他（9月8日、SODクリエイト）
- 愛の漂流地 濡れた花びら（9月25日、マドンナ）
- 魅惑の義母（10月25日、マドンナ）
- 極上! 憧れの美熟女（11月1日、V&R）
- 若妻の肌ざわり（12月8日、光夜蝶）
- ど痴女 超ド級!!強制チ〇ポ狩りの雌女（おんな）vol.9（12月16日、U&K）

2006年
- 艶熟接吻巨乳病棟 [通常版] 友田真希・岡崎美女・鮎川るい・HINAKO（1月2日、アウダースジャパン）
- 人妻が熟れて我慢できない午後3時 15（1月7日、クリスタル映像）＊オムニバス作品
- 若妻の匂い 118（1月15日、光夜蝶）
- 手コキ痴獄「手゛ちゃう!」 vol.7（1月20日、U&K）
- Star girls Mix 全11名（2月6日、麒麟堂）＊オムニバス作品
- セレブコレクション着物美人編 2 岡崎美女・田辺由香利 他（2月13日、麒麟堂）
- 猥褻熟女 8（2月17日、シネマジック）
- 人妻 THE BEST 1 岡崎美女・浅見まお・佐伯ももか・麻倉かほり（2月25日、GPミュージアムソフト）
- 背徳愉悦 近親相姦 岡崎美女・水沢りょう（5月16日、桃太郎映像出版）
- 猥褻熟女 SX3 中条つばさ・岡崎美女（5月26日、シネマジック）
- 美痴女21名童貞狩り 及川奈央・牧原れい子・岡崎美女（6月22日、ソフトオンデマンド）
- 猥褻熟女スペシャル 2 叶美樹・中条つばさ・池端あやめ・岡崎美女（6月23日、シネマジック）
- 未亡人と若妻レイプ（7月1日、? KOS-107）
- とっても綺麗な奥様たちのえげつない性欲 其の壱 岡崎美女・小池絵美子・吉川ゆう（8月9日、えげつない女たちの会）
- 麗しのレズ 白石ひより・岡崎美女 他（8月21日、ケイネットワーク）
- 熟女淫母（8月24日、揚羽プランニング）
- マドンナ厳選熟女総集編 全19名（8月25日、マドンナ）＊オムニバス作品
- 美少女33名4時間 FILE.2 美少女のウブなSEXからエロエロFuckまでてんこ盛りSP（9月21日、ソフトオンデマンド）＊オムニバス作品
- ヴィンテージシックス 全6名（12月27日、アトラス21）＊オムニバス作品

2007年
- 岡崎美女伝説（4月13日、NEO ATLAS）
- レズキスSPECIAL 2（5月17日、アウダースジャパン）多数出演＊オムニバス作品
- レズ以上! 1 女医とナース 白石ひより・岡崎美女（5月25日、ジャネス）
- 手コキと勢いのある射精（7月2日、レイディックス）多数出演＊オムニバス作品
- The Best of No.1 岡崎美女 Deluxe（8月31日、メディアバンク）
- 「手コキ」ベストコンプリート 2 下巻（8月31日、U＆K）＊オムニバス作品
- 艶熟 50人 4時間ノンストップ（10月15日、チャンネルヴィ）＊オムニバス作品
- 極限ファック･･･イクまでやめない女たち（10月31日、ビデオバンク）＊「エロティック・サスペンス 死ぬか、イクか?!/岡崎美女」「イクも天国、ハテるも極楽/氷高小夜」を収録

2008年
- 淑女7人虹色淫女 01（2月9日、チャンネルヴィ）＊オムニバス作品
- BEST4時間 岡崎美女（6月1日、アトラス21 DAG-012）＊「おしゃぶりなお嬢様」「監禁レディー 雌びらのしたたり」「ザ・コールガール」「女教師美肉狩り」を収録
- SOFT ON DEMAND Classic Box GOLD 岡崎美女・及川奈央・川浜なつみ 他（10月9日、ソフトオンデマンド）
- 熟女秘宝館4時間 魅惑のプレミアム熟女7連発!（11月30日、ビー・スバル・プロモーション）＊オムニバス作品

2009年
- ATTACKERS 女優名鑑 5 原千尋・沢口みき・岡崎美女 他（3月7日、アタッカーズ）＊オムニバス作品
- あの人気女優の激裏FUCK 大公開スペシャル!（5月7日、北都）＊オムニバス作品
- 人妻熟女被虐総集編 狂い泣く豊満マダムの花園（7月1日、シネマジック）＊オムニバス作品
- 20世紀女優 AVアイドル秘宝館4時間 全10名（7月25日、群雄社）＊オムニバス作品

2010年以降
- 日本女性の陰毛（2010年1月20日、レイディックス）＊オムニバス作品＊ヘアヌードイメージビデオ
- Best of 友田真希 レズver．友田真希・岡崎美女 他（2010年2月18日、アウダースジャパン）
- 20人の義母が悶える禁断のセックス4時間（2010年9月25日、マドンナ）＊オムニバス作品
- シネマジック極上牝捕虜拷問　キャットスーツ＆ボンデージ研究会（2011年8月1日、シネマジック）＊オムニバス作品
- 猥褻熟女 8（2012年4月30日、シネマジック）
- 本番ナース（2012年7月19日、メビウス）
- ギャルと熟女のペニバンファック 2（2012年8月25日、ジャネス）多数出演＊オムニバス作品
- 艶熟接吻巨乳病棟 [廉価版] 友田真希・岡崎美女・鮎川るい・HINAKO（2012年12月6日、アウダースジャパン）
- 熟女（2013年2月3日、ワールド書店）
- 被虐の女戦士 ザ・ベスト（2013年6月1日、シネマジック）＊オムニバス作品
- 魅惑のGAG さるぐつわコレクション 2（2014年3月19日、シネマジック）＊オムニバス作品
- 奴隷女教師 歴代ベスト2 恥辱にまみれた聖職肉奴隷たち（2015年10月19日、シネマジック）＊オムニバス作品
- 最新地下インターネットマガジン Vol.5 卑弥呼・岡崎美女 他（2015年12月30日、ダイヤモンド映像）
- 日本熟女伝説集 日本の熟女遺産 4時間（2016年8月13日、なでしこ）＊オムニバス作品

発売年不明
- Mio in CEBU（夢工房 PO-02）VHS＊イメージビデオ
- BED ROOMS（レイディックス NB-10）VHS
- 岡崎美女の露出デート（日本露出協会 RD-001）VHS
- おもらしデート（OM OM-01）VHS
- 美女にぶっかけ（粘液美女 BNR-03）VHS
- ファック・ストリートスペシャル 第3弾（アイルビークリエイト IWB-90）VHS
- 年下の男の子へ…（レイディックス JY-29）VHS
- イケてるお姉さん（PHOTO PLAY IO-1）VHS
- POISON（PZ企画 PZ-1）VHS
- 狙われた女教師 危ない旋律（日本ビデオ販売 DP-006）VHS＊ビデオ安売王オリジナル
- MIOファイナル in USA ツボ原人ファイト!（日本ビデオ販売 CP-2）VHS＊ビデオ安売王オリジナル
- MIOファイナルカウントダウン（日本ビデオ販売 PT-01）VHS＊ビデオ安売王オリジナル
- まねき妻 第壱章（シーエヌシー MAN-01）VHS
- レースクィーン 激淫レースクィーン大集結!!（ムーディーズ MDC-002）VHS
- FACE23（アウダースジャパン FA-023）VHS
- せきらら白書（せきらら白書編集部 SEK-01）VHS
- ドリームソープ（ゴールドラッシュ DS-01）VHS
- YOUR HEART OF LOVE COLOR あなた色に染まりたい（office T-LIVE AIS-01）VHS
- 岡崎美女のおもてなし（おもてなし倶楽部 OMO-01）VHS
- 誘惑妻のいけない昼下がり（スキャンダルwife SCA-25）VHS
- 責め上手 手コきのこ（HONEYHAND）VHS
- プライベートセックス（Urban Trading PVS-04）VHS
- 人妻みだれ咲き 岡崎美女・田辺ゆかり・上杉佳代子（たそがれ倶楽部 TSG-02）VHS
- おねだりひめ（HYPER-X OND-01）VHS
- 素顔（S.V.Coop SGO-005）VHS
- 裏流出 惑診察室（歌舞伎屋 歌-20）VHS
- AVクイーンズ美女編（トリプルA級 DAQ-02）DVD
- 美女にぶっかけ DX VOL.1 岡崎美女・愛田るか・藤谷かな（office- T-LIVE DBBD-1）DVD

## 書籍

### 写真集
- 岡崎美女写真集 美女…（1995年4月22日、笠倉出版社）撮影:上杉直也
- 文庫サイズ写真集 岡崎美女 美乳コレクション Vol.2（1995年7月25日、黒田出版興文社）撮影:上杉直也
- 岡崎美女写真集 BED ROOMS（2000年6月30日、黒田出版興文社）撮影:竹内彩
- ミニスカマニア 愛蔵版！！　超ミニスカ肉体娘エロスの衝撃！！ 矢吹まりな 水野愛 観月沙織里 岡崎美女 ほか（?、?）

### 雑誌
- オレンジ通信 1994年10月号（表紙）

## 出演

### 映画
- 息子と寝る義母 初夜の寝床（旧題:義母尻 息子がしたい夜）（2002年4月19日公開、Xces Film）監督:松岡邦彦 ‐ 野方佳乃 役[9][10]
- 真昼の不倫妻 美女（みお）の快楽（別題:探偵報告 人妻不倫地帯 ～白昼のラブホテル～）（2003年8月19日公開、新東宝）監督:橋口卓明[11]
- 発情美人妻 早くちょうだい（2016年1月29日公開、新東宝）監督:橋口卓明

### オリジナルビデオ
- 山の手夫人 欲望二重生活（2000年9月21日、GP・プラス）監督:阿知波孝[12]
- 愛をこめてかくべし（別題:痴漢株式会社 最終電車の女）（2000年、カレス・コミュニケーションズ）監督:石川二郎[13]
- 悪銭狩り（2000年、ミュージアム）監督:阿知波孝[14]
- 満たされない人妻（おんな）/隣室の秘めごと（2001年7月25日、ハピネット・ピクチャーズ）監督:松岡邦彦[15][16]
- 新人ツアーコンダクター あゆみ（2001年、GP・プラス）監督:芝祐二[17]
- 若妻秘密クラブ 冷静と痴情のあいだ（2001年、エーライツ）監督:江面貴亮[18]
- 揺れる電車の女 まさぐる手、もてあそばれる尻（2001年、カレス・コミュニケーションズ）製作総指揮:松家雄二[19]
- サイコ・エステサロン 淫肉出張美療（2001年、TMC）監督:永岡久明[20]
- 不倫地帯 真昼の快楽（2003年、新東宝）監督:橋口卓明
- 新人ツアーコンダクター The Best（2004年、GPミュージアムソフト）監督:藤原健人 他[21]
- 人妻 The Best 佐伯ももか・浅見まお・麻倉かほり・岡崎美女（2005年、GPミュージアムソフト）＊「山の手夫人 欲望二重生活」他を収録[22]
- 揺れる電車の女 誘う痴漢特急!（2006年、カレス・コミュニケーションズ）監督:友松直之 他  ＊痴漢4作オムニバス総集編[23]

### ゲーム
- セクシーアイドル麻雀 野球拳の詩 安藤有里・美里真理・憂木瞳・藤谷しおり 他 全16名（1995年1月31日、日本物産、PCエンジンスーパーCDソフト）